# つぐない (映画)
『つぐない』（原題: Atonement）は、2007年のイギリス・フランス・アメリカの映画。

## 概要
イアン・マキューアンの『贖罪』を、2005年公開の『プライドと偏見』のスタッフ・キャストで映画化した作品。第64回ヴェネツィア国際映画祭でオープニング作品として上映された。
第65回ゴールデングローブ賞作品賞(ドラマ部門)と第61回英国アカデミー賞作品賞受賞。第80回アカデミー賞では作品賞を始めとする7部門にノミネートされ、作曲賞を受賞した。
なお、米国オリジナル公開版は130分でありフォーカス・フィーチャーズの配給権が置かれたが、日本公開版は7分の短縮とカットを用いた親会社ユニバーサルによる修正版である。　

## あらすじ

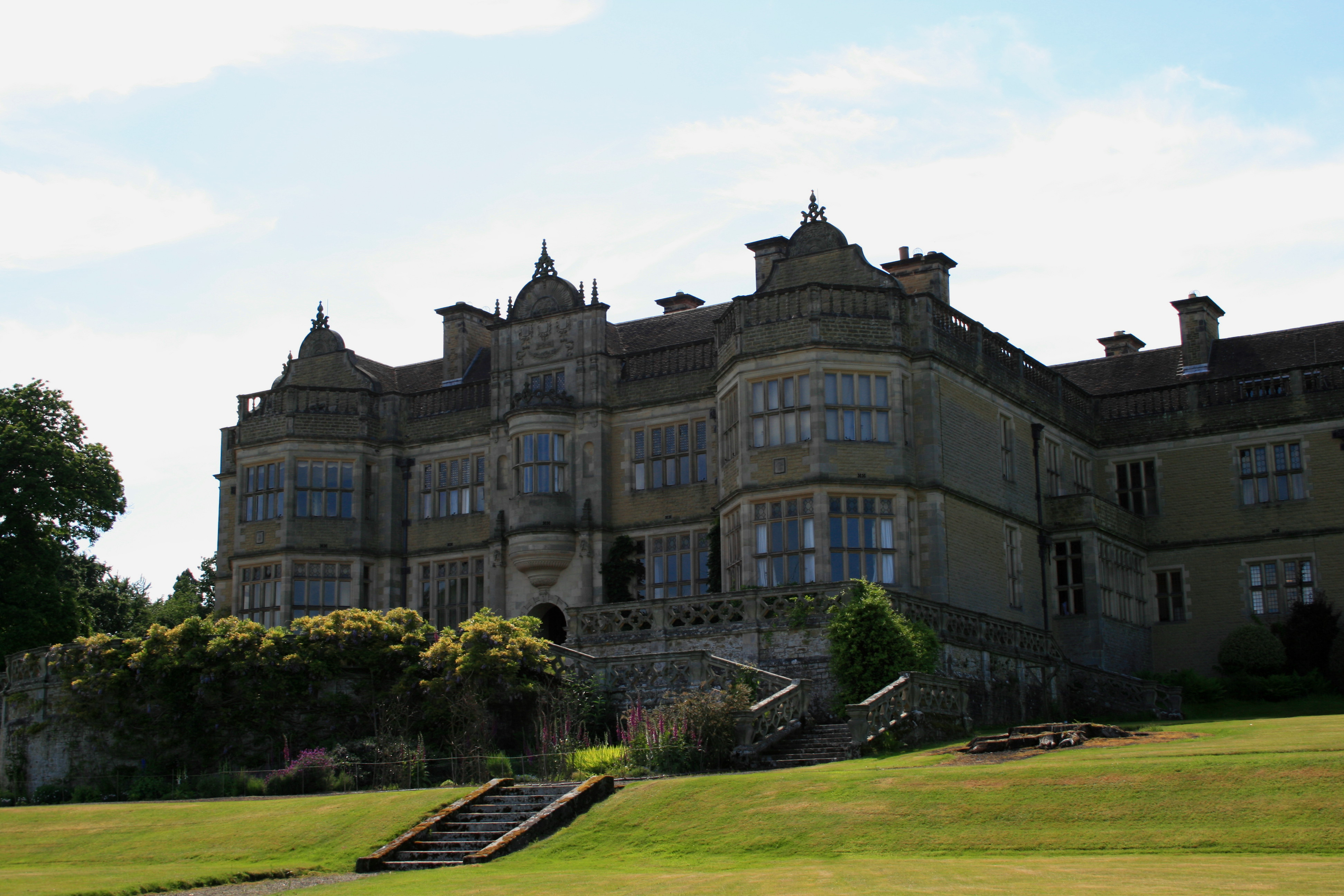
タリス邸ロケ地

1935年のイングランド。幼なじみでケンブリッジ大学の同窓生でもある官僚の娘：セシーリアと使用人の息子：ロビーは、身分の壁を越えて愛し合っている。セシーリアの妹：ブライオニーは、小説家を夢見る13歳の多感な少女。彼女は、思いを寄せるロビーと姉の噴水での不自然な様子や卑猥な手紙など、大人の恋のやり取りを目撃して強いショックを受ける。姉妹の兄：リーオンが友人のポールを連れて戻って来る。姉妹の従姉妹：ローラは「双子の弟たちに乱暴された」傷のことをブライオニーに相談する。ローラに同情したブライオニーは、ロビーの卑猥な手紙について彼女に話してしまう。
その夜、ブライオニーは姉とロビーの図書室での情事を目撃し、激しい嫌悪感を抱く。三人は何事もなかったかのようにディナーの席につく。同席したポールの顔には「双子にひっかかれた」傷がある。ほどなくローラの弟たちが家出したことが判明し、一同は敷地内を捜索する。その最中、ローラが何者かに強姦される事件が発生し、ブライオニーはその現場を目撃してしまう。そして、ブライオニーは嫌悪感と思い込みからロビーが犯人であると証言し、彼は連行される。屋敷には、ロビーの母の悲痛な叫びがこだまする。
事件から4年後、ロビーは減刑と引き換えに、海外派遣軍兵士としてフランスへ出征する。しかし戦場は過酷であり、やがてロビーは撤退（ダイナモ作戦）のため、二人の仲間とともにダンケルクを目指す。彼の心の支えとなるのは、出征直前にセシーリアと再会し互いの気持ちを確認し合った記憶と、二人で休暇を過ごすという夢である。
事件から5年後、18歳になっていたブライオニーは看護婦として働く一方、少女期の体験を下にした小説を出版社に投稿する。ニュース映画でローラとポールが結婚することを知り、二人の結婚式に出席し、真犯人がポールであることを確信する。そして、ブライオニーはセシーリアを訪ね、休暇でそこにいたロビーにも再会する。二人に謝罪し、真犯人が使用人のロビーではなくポールであると語るも、許してはもらえない。
老境を迎えたブライオニーは小説家として成功するも死病に取りつかれる。最新作の「つぐない」についてテレビ番組のインタビューを受ける。現実のロビーはダンケルクで死に、セシーリアはロンドン大空襲で死んだため、自分は二人に会うこともなかったと語る。自分の行為の償いのために、この小説を書き、ハッピーエンディングを用意したと告白する。

## キャスト
| 役名                         | 俳優                         | 日本語吹替 |
| ---------------------------- | ---------------------------- | ---------- |
| セシーリア・タリス           | キーラ・ナイトレイ           | 弓場沙織   |
| ロビー・ターナー             | ジェームズ・マカヴォイ       | 関智一     |
| ブライオニー・タリス（13歳） | シアーシャ・ローナン         | 松元惠     |
| ブライオニー・タリス（18歳） | ロモーラ・ガライ             | 松谷彼哉   |
| ブライオニー・タリス（老年） | ヴァネッサ・レッドグレイヴ   | 翠準子     |
| グレイス・ターナー           | ブレンダ・ブレッシン         | 竹口安芸子 |
| リーオン・タリス             | パトリック・ケネディ         | 高瀬右光   |
| ポール・マーシャル           | ベネディクト・カンバーバッチ | 加藤亮夫   |
| ローラ・クィンシー           | ジュノー・テンプル           | 松久保いほ |
| インタビュアー               | アンソニー・ミンゲラ         | 岩田安生   |

## 主な受賞
- アカデミー賞：作曲賞（ダリオ・マリアネッリ）
- 英国アカデミー賞：作品賞、美術賞
- 英国エンパイア映画賞：英国作品賞、男優賞（ジェームズ・マカヴォイ）、女優賞（キーラ・ナイトレイ）
- イヴニング・スタンダード英国映画賞：技術賞
- ゴールデングローブ賞：作品賞 (ドラマ部門)、作曲賞
- ラスベガス映画批評家協会賞：助演女優賞（シアーシャ・ローナン）
- ロンドン映画批評家協会賞：英国主演男優賞、英国助演女優賞（ヴァネッサ・レッドグレイヴ）
- フェニックス映画批評家協会賞：撮影賞、作曲賞、助演女優賞
- サンディエゴ映画批評家協会賞：編集賞
- サテライト賞：脚本賞
- ティーン・チョイス・アワード：映画女優賞（ドラマ部門）
- ワールド・サウンドトラック賞：作曲賞
- キネマ旬報ベストテン第9位
- 映画館大賞「映画館スタッフが選ぶ、2008年に最もスクリーンで輝いた映画」第42位

## サウンド・トラック
ユニバーサルミュージックより、2008年3月19日発売。『プライドと偏見』と同じくピアニストのジャン＝イヴ・ティボーデ、イギリス室内管弦楽団を起用している。